# 京都府道108号草生上野線
京都府道108号草生上野線（きょうとふどう108ごう くさおうえのせん）は、京都府京都市左京区を通る一般府道である。

## 概要
京都市左京区大原草生町から京都市左京区大原上野町に至る。
寂光院から国道367号にまでの府道で、観光シーズンにはかなりの混雑が発生する。

### 路線データ
- 起点：京都市左京区大原草生町[1]（寂光院門前[2]）
- 終点：京都市左京区大原上野町[1]（国道367号交点、京都府道40号下鴨静原大原線終点[3]）
- 重要な経過地：なし[1]

## 歴史
本路線は、道路法（昭和27年法律第180号）第7条の規定に基づいた京都府の一般府道として1959年（昭和34年）に京都府が初めて認定した282路線のうちの1つである。

### 年表
- 1959年（昭和34年）12月18日 - 京都府が草生上野線（左京区大原草生町 - 左京区大原上野町、整理番号：一般地方道13号）として府道路線認定[注釈 1][4]。
- 1994年（平成6年）4月1日 - 京都府が路線番号を再編（路線認定の一部改正）し、整理番号を一般地方道108号に変更[1]。

## 路線状況

### 重複区間
- 京都府道40号下鴨静原大原線（京都市左京区大原野村町 - 京都市左京区大原上野町（終点））

### 道路施設

#### 橋梁
- 中央橋（高野川、京都市左京区、京都府道40号下鴨静原大原線重複区間内）

## 地理

### 通過する自治体
- 京都府
  - 京都市（左京区）

### 交差する道路
| 交差する道路                                      | 交差する場所 | 交差する場所 |
| ------------------------------------------------- | ------------ | ------------ |
| 京都府道40号下鴨静原大原線 重複区間起点           | 大原野村町   |              |
| 国道367号 京都府道40号下鴨静原大原線 重複区間終点 | 大原上野町   | 終点         |

### 沿線
- 寂光院
- 大原温泉
- 高野川